# Muzej d'Orsay
Muzej d'Orsay (francuski: Musée d'Orsay) je jedan od najvećih muzeja umjetnosti na svijetu. Nalazi se u ulici Rue de la Légion d'Honneur 1 u Parizu. Poznat je u cijelom svijetu po najvećoj zbirci remek-djela impresionizma i postimpresionizma. 

## Povijest
Muzej d'Orsay je izgrađen na mjestu starog željezničkog kolodvora (la Gare d'Orsay) s kraja 19. stoljeća, kojega su dizajnirali arhitekti Lucien Magne, Émile Bénard i Victor Laloux, a koji je dovršen za Exposition Universelle, Pariz 1900. Kako je bio neupotrebljiv za dulje vlakove, od 1939. godine se koristio kao sklonište i poštarsko središte tijekom Drugog svjetskog rata. Koristila se i kao set za nekoliko filmova, kao što je Kafkin  Proces snimljen u adaptaciji Orsona Wellesa, ali i kao sjedište kazališne skupine  Renaud -  Barrault, kao i za aukcije dok je Hôtel Drouot bio obnavljan. 
Godine 1970., postaja je trebala biti srušena da se izgradi novi hotel na istom mjestu, ali je Jacques Duhamel, tadašnji ministar kulture, zaustavio te planove lobirajući da se stavi na popis povijesnih spomenika, što je i uspjelo 1978. god. Prenamijenjen je u muzej prema planovima tima ACT Arhitektura, tri mlada arhitekta (Pierre Colboc, Renaud Bardon i Jean-Paul Philippon), koji su dizajnirali prostor od 20.000 m² na nova četiri kata. Građevinske radove je izvodila tvrtka Bouygues, a unutrašnjost je uređena 1980-ih prema projektu talijanske arhitektice Gaje Aulenti. Trebalo je 6 mjeseci da se u njega smjesti oko 2000 slika i 600 skulptura, te je muzej otvorio tadašnji predsjednik Francuske, François Mitterrand u prosincu 1986. godine.
Na njegovom prednjem trgu smještene su alegorijske brončane skulpture koje su izvorno napravljene za Exposition Universelle, Pariz 1878.

## Kolekcija
Muzej d'Orsay je zamišljen kao muzej u kojemu će biti smještena djela koja će povezivati stariju umjetnost u Louvreu i modernu umjetnost u  Nacionalnom muzeju moderne umjetnosti. U muzeju se drže uglavnom primjerci iz francuske umjetnosti koji datiraju između 1848. i 1915., uključujući slike, skulpture, namještaj i fotografije. Između brojnih djela realizma, impresionizma i postimpresionizma ističu se djela autora:
- Jean Auguste Dominique Ingres - 4 slike (glavna kolekcija njegovih slika nalazi se u Louvreu)
- Eugène Delacroix  - 5 slika (glavna kolekcija njegovih slika nalazi se u Louvreu)
- Eugène Carrière - 86 slika uključujući Slikarsku obitelj, Bolesno dijete, Intimu i dr.
- Théodore Chassériau  - 5 slika (glavna kolekcija njegovih slika nalazi se u Louvreu)
- Gustave Courbet - 48 slika uključujući Stvarna alegorija, Pogreb u Ornansu, Mladić koji sjedi, Podrijetlo svijeta i dr.
- Jean-François Millet - 27 slika uključujući Proljeće, Pabirčenje
- Jean-Baptiste-Camille Corot - 32 slike (glavna kolekcija njegovih slika nalazi se u Louvreu) uključujući Suvenir Mortefontainea
- Johan Barthold Jongkind - 9 slika
- Alexandre Cabanel - Rođenje Venere, Smrt Francesce da Rimini i Paola Malateste
- Jean-Léon Gérôme - Portret baronice Nathaniel de Rothschild, Prijam Condé u Versaillesu, Kontesa de Keller
- Pierre Puvis de Chavannes - Mlade djevojke na obali mora, Mlada majka poznatija kao milosrđe, Pogled na Château de Versailles i Orangerie
- Gustave Moreau - 8 slika
- Honoré Daumier - 8 slika
- Eugène Boudin - 33 slike uključujući Plaža Trouville
- Camille Pissarro - 46 slika uključujući Bijeli mraz
- Édouard Manet  - 34 slike uključujući Olimpija, Balkon, Berthe Morisot s buketom ljubičica, Doručak na travi
- Berthe Morisot  - 9 slika
- Edgar Degas - 43 slike uključujući Paradu, poznatiju kao Trkaći konji pred tribunima, Obitelj Bellelli, Kada, Portret Édouarda Maneta, Čaša absinta
- Paul Cézanne - 56 slika uključujući Jabuke i naranče
- Claude Monet - 86 slika (glavna kolekcija njegovih slika nalazi se u muzeju Musée Marmottan Monet) uključujući Postaja Saint-Lazare, Rue Montorgueil u Parizu. Proslava 30. juna, 1878, Katedrala Rouen. Harmonija u plavom, Plavi vodeni ljiljani
- Alfred Sisley - 46 slika
- Armand Guillaumin -  44 slike
- Frédéric Bazille - 6 slika
- Mary Cassatt - 1 slika
- Odilon Redon - 106 slika uključujući Caliban
- Pierre-Auguste Renoir - 81 slika uključujući Ples kod Moulin de la Galette
- Ferdinand Hodler - Der Holzfäller (Drvosječa)
- Gustave Caillebotte - 7 slika uključujući Les raboteurs de parquet
- Édouard Detaille - San
- Vincent van Gogh - 24 slika uključujući Autoportret, portret njegovog prijatelja Eugenea Bocha, Siesta, Crkva u Auversu, Pogled sa Cheveta, Talijanska žena, Zvjezdana noć iznad Rhone, Portret Dr. Gacheta, Spavaća soba u Arlesu
- Paul Gauguin - 24 slika uključujući Tahićanke na plaži
- Henri de Toulouse-Lautrec - 18 slika
- Eugène Jansson - Proletersko odmaralište
- Henri-Edmond Cross - 10 slika uključujući Čempresi u Cagnesu
- Paul Signac - 16 slika uključujući Žene na bunaru
- Théo van Rysselberghe - 6 slika
- Félix Vallotton - Misia za toaletom
- Georges-Pierre Seurat - 19 slika uključujući Cirkus
- Édouard Vuillard - 70 slika
- Henri Rousseau - 3 slika
- Pierre Bonnard - 60 slika uključujući Kockasta bluza
- Paul Sérusier - 1 slika
- Maurice Denis - Portret umjetnika u dobi od osamnaest godina, Menuet princeze Maleine ili Marthe svira na klaviru, Zeleno drveće
- André Derain - Westminsterski most
- Edvard Munch - 1 slika
- Gustav Klimt - 1 slika
- Piet Mondrian - 2 slike
- James McNeill Whistler - 3 slike uključujući Aranžman u sivom i crnom: Umjetnikova majka
- William-Adolphe Bouguereau - Rođenje Venere
- Cecilia Beaux - Sita i Sarita (Jeune Fille au Chat)

Popis zastupljenih slavnih kipara čine: François Rude, Jules Cavelier, Jean-Baptiste Carpeaux, Auguste Rodin, Paul Gauguin, Camille Claudel, Sarah Bernhardt i Honoré Daumier.
Neke od slavnih umjetnina muzeja:
- Eugène Delacroix, Lov na lavove, oko 1854.
- Jean Auguste Dominique Ingres, Izvor, 1856.
- Pogreb u Ornansu (Gustave Courbet, 1849.-1850.)
- Édouard Manet, Olimpija, 1863.
- Paul Cézanne, Portret Achillea Emperairea, 1868.
- Eugène Boudin, Kupači na plaži u Trouville-u, 1869.
- James McNeill Whistler, Whistlerova majka,  1871.
- Edgar Degas, Čaša absinta, 1873.
- Gustave Caillebotte, Parketari, 1875.
- Pierre-Auguste Renoir, Ples u prirodi (Aline Charigot and Paul Lhote), 1883.
- Paul Sérusier, Talisman/Le Talisman, 1888.
- Vincent van Gogh, Autoportret (1889.)
- Portret Dr. Gacheta (Vincent van Gogh, 1890.)
- Paul Gauguin, Tahićanke na plaži, 1891.
- Georges Seurat, Cirkus, 1891.
- József Rippl-Rónai,  Žena s cvijetom, 1891.

## Vanjske poveznice
- Službene stranice.
- Orsay Museum — Foto galerija.  Arhivirana inačica izvorne stranice od 27. prosinca 2009. (Wayback Machine)
- Slike i informacije.  Arhivirana inačica izvorne stranice od 29. travnja 2009. (Wayback Machine)
- Insecula: Musée d'Orsay virtualni posjet.  Arhivirana inačica izvorne stranice od 30. siječnja 2005. (Wayback Machine)
- Jason Coyne's Orsay Gallery  Arhivirana inačica izvorne stranice od 2. studenoga 2009. (Wayback Machine) Detaljne fotografije nekoliko djela.